# Mazuna (distrito)
Mazuna é um distrito localizado na província de Relizane, Argélia, e cuja capital é a cidade de mesmo nome. A população total do distrito era de 41 466 habitantes, em 2008.[carece de fontes?]

## Comunas
O distrito está dividido em duas comunas:
- Mazuna
- El Guettar